# S-350
S-350 Vitjaz (rusko C-350 «Витязь», vitez; tudi 55R6M "Triumfator-M") je ruski sistem zračne obrambe srednjega dosega. Razvil ga je koncern Almaz-Antej za zamenjavo sistema S-300PS. Načrt sistema ima korenine v rusko-južnokorejskem projektu KM-SAM in uporablja iste rakete kot sistem S-400, 9M96.

## Zgodovina
Prve študije poznejšega sistema S-350 so se začele leta 1999. Razvoj se je dejansko začel leta 2007. Almaz-Antej je pri razvoju sistema uporabil znanje, pridobljeno pri razvoju sistema KN-SAM z Južno Korejo. Leta 2011 se je razvoj upočasnil, leta 2013 pa je bila na letalskem salonu MAKS predstavljen prototip. Napovedane so bile dobave 30 sistemov do leta 2020, vendar je bila prva dostava šele leta 2019. V aktivno uporabo je vstopil februarja 2020.
Prva enota je bila leta 2020 nameščena v Gatčini in se uporablja v trenažne namene. Druga enota je bila leta 2021 nameščena v Soči.
Septembra 2017 je bil S-350 nameščen pri mestu Masjaf v pokrajini Hama v Siriji.
Konec decembra 2019 je bila prvi bataljon predan v uporabo v Kapustinem Jaru. Februarja je bil bataljon dostavljen v učni center v Gatčini.
Junija 2020 sta rusko ministrstvo za obrambo in skupina Almaz-Antej podpisala pogodbo za štiri bataljone S-350 in dostave so se začele leta 2021

## Načrt
Vsa vozila sistema temeljijo na šasiji Brjanskega avtomobilnega zavoda (BAZ-6909 in BAZ-69092).
Mornariška različica sistema se imenuje Redut in je v uporabi pri Ruski vojni mornarici na razredih fregat Admiral Gorškov in korvet Steregušči.
Osnovne značilnosti sistema S-350:
- Največje število naenkrat napadenih tarč:
  - Aerodinamične – 16
  - Balistične – 12
- Največje število izstreljenih raket naenkrat – 32
- Doseg za aerodinamične tarče:
  - Doseg – 1,5–120 km
  - Višina – 10 m–30 km
- Doseg za balistične tarče:
  - Doseg – 1,5–30 km
  - Višina – 2–25 km
- Namestitveni čas – 5 minut